# Teresa Desqueyroux
Teresa Desqueyroux (fr. Thérèse Desqueyroux) – powieść François Mauriaca wydana w 1927 roku. Książka zajęła 35 miejsce na liście 100 książek XX wieku według „Le Monde”.

## Fabuła
Powieść rozgrywa się w Landach, słabo zaludnionym obszarze w południowo-zachodniej Francji pokrytym głównie lasami sosnowymi. Fabuła zaczyna się oddaleniem sprawy sądowej. Narrator, tytułowa Teresa, była sądzona za otrucie męża Bernarda poprzez podanie mu zbyt dużej dawki roztworu Fowlera, leku zawierającego arszenik. Pomimo mocnych dowodów przeciwko niej, w tym fałszywych recept, sprawa została oddalona. Rodzina stara się wyciszyć sprawę, żeby zapobiec skandalowi, a sam Bernard zeznaje w jej obronie. W drodze powrotnej z sądu Teresa rozmyśla nad swoim dotychczasowym życiem, starając się zrozumieć, co ją skłoniło do otrucia męża.

## Adaptacje
- W roku 1962 powstała adaptacja filmowa w reżyserii Georgesa Franju[1]
- W 2012 nakręcono film Thérèse Desqueyroux w reżyserii Claude’a Millera.

## Odbiór
Powieść jest najbardziej znaną książką autora. Jest uznana za wybitną w literaturze światowej.